# بيتيت غواف
بيتيت غواف هي مدينة من مدن هايتي. يبلغ عدد سكانها 12,000 نسمة.

## معرض صور

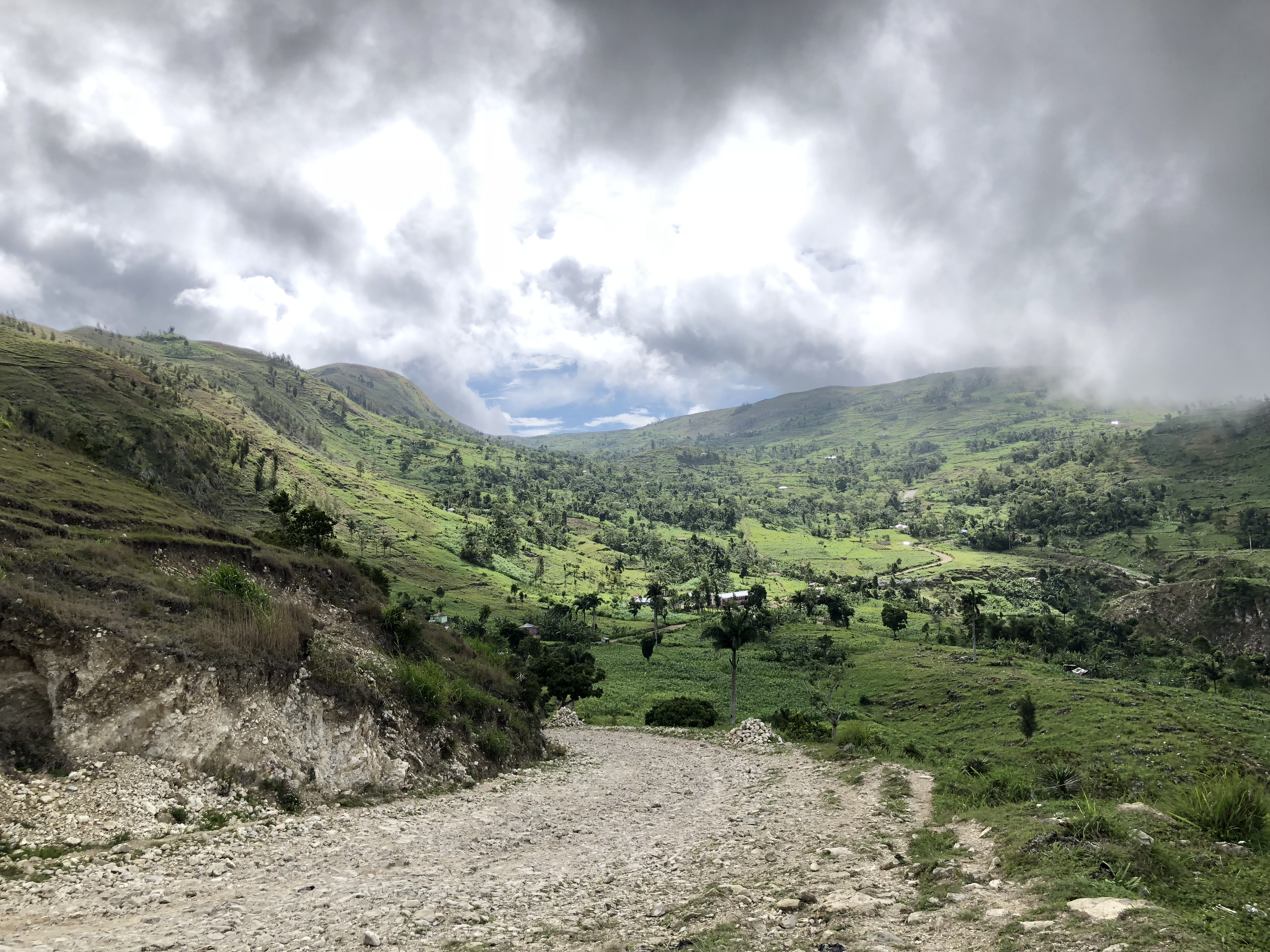
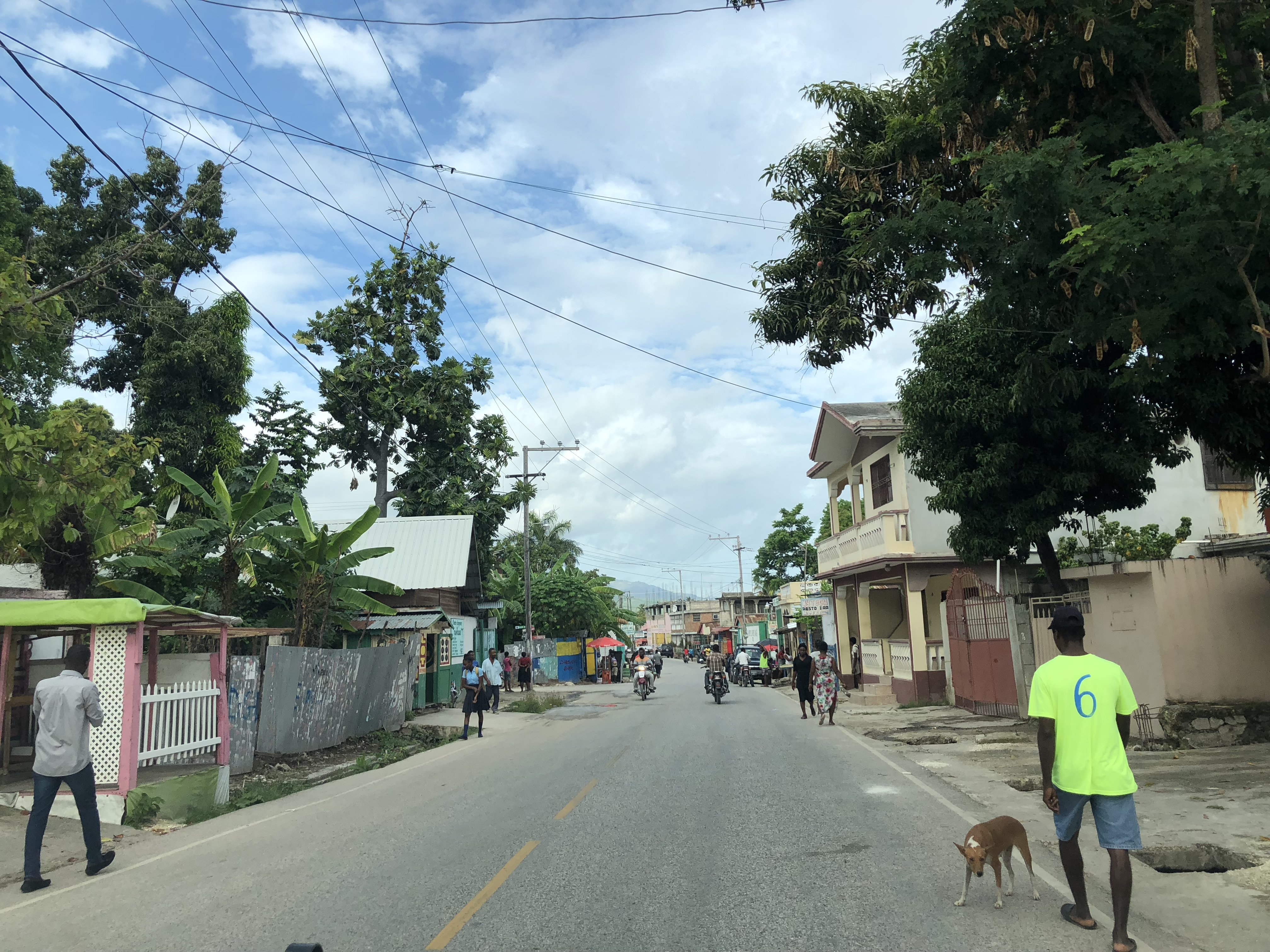
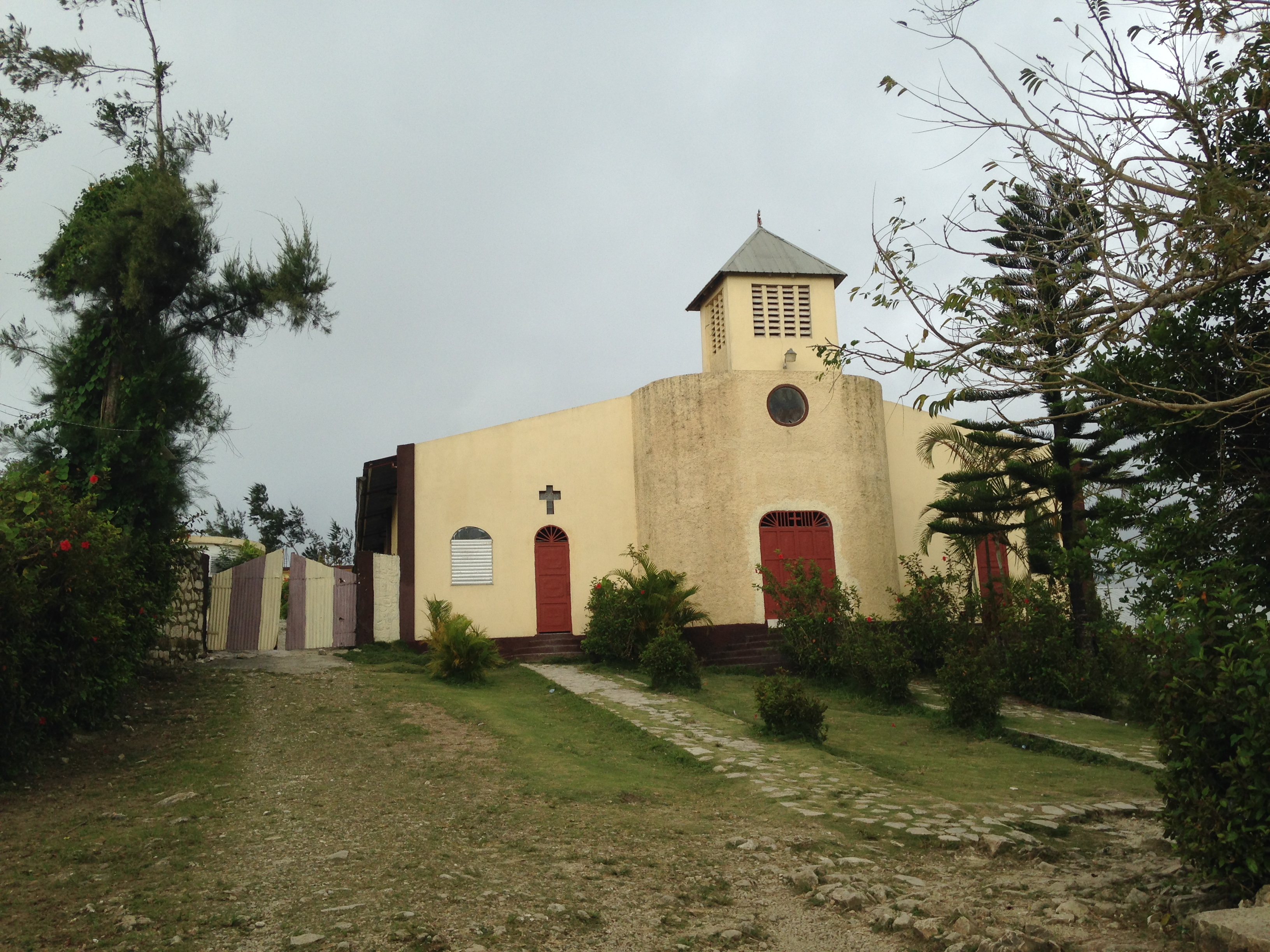
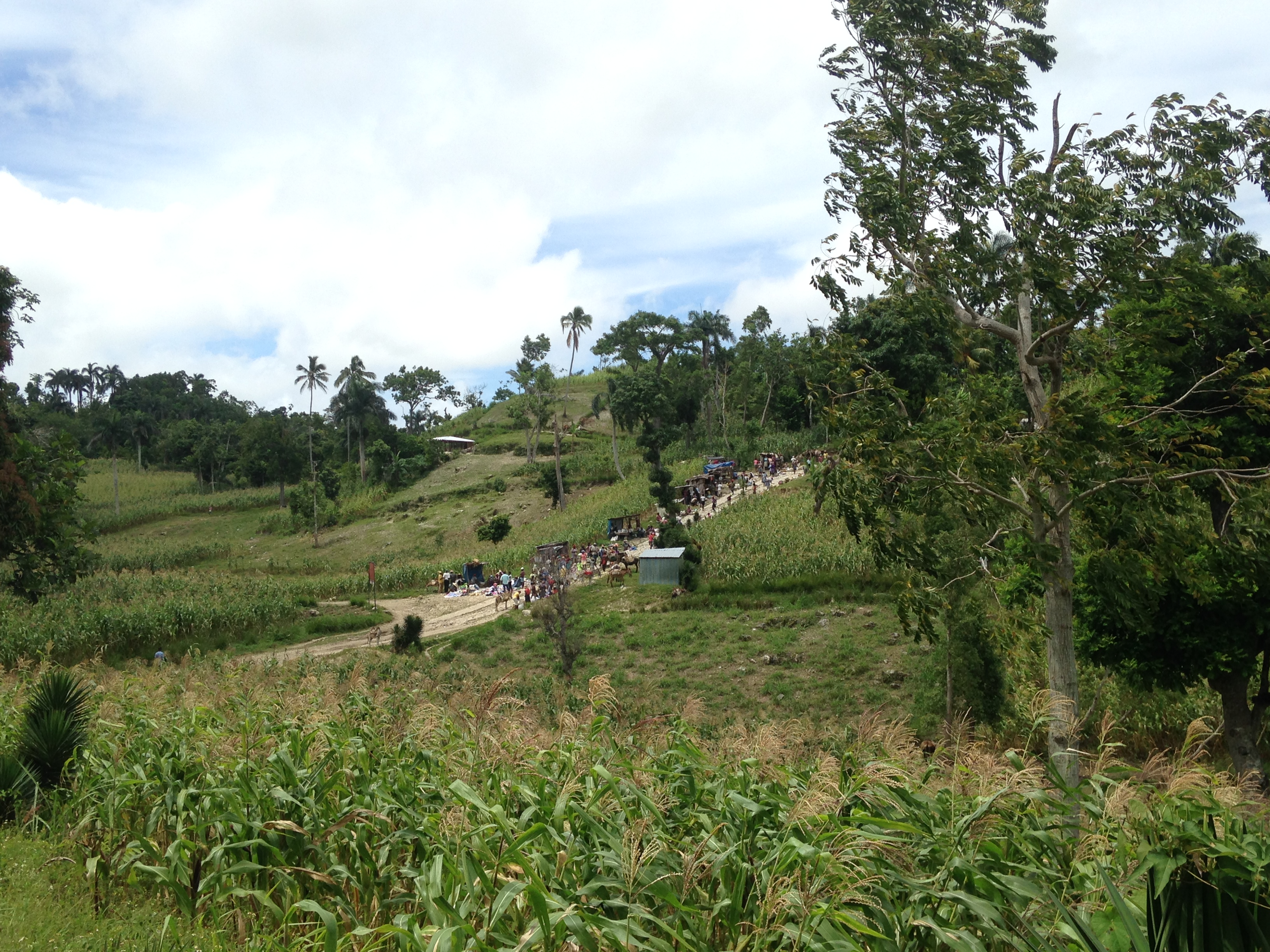

## توأمة
لبيتيت غواف اتفاقيات توأمة مع:
- مقاطعة ميامي داد

## أعلام
- كيرينس بلفورت
- جورج أوقستي
- جان فرانسوا جيمس